# Koivusaari (ö i Finland, Lappland, Tunturi-Lappi, lat 67,91, long 24,31)
Koivusaari är en ö i Finland. Den ligger i sjön Kulkujärvi och i kommunen Kittilä i den ekonomiska regionen  Fjäll-Lappland  och landskapet Lappland, i den norra delen av landet, 900 km norr om huvudstaden Helsingfors. Öns area är 0,7 hektar och dess största längd är 150 meter i sydöst-nordvästlig riktning.